# Simulium hagai
Simulium hagai är en tvåvingeart som beskrevs av Takaoka 2003. Simulium hagai ingår i släktet Simulium och familjen knott. Inga underarter finns listade i Catalogue of Life.